# Morten Kærså & Moonjam
Morten Kærså & Moonjam er debutalbummet fra det dansk pop-rockorkester Moonjam. Det blev udgivet i 1987 og indeholder et af gruppens store hits, instrumentalnummeret "Sarai". 
Udover bandet selv medvirkede Søs Fenger, Lis Sørensen og Sanne Salomonsen på baggrundsvokal på forskellige numre.

## Spor
Alle numre er skrevet af eller i samarbejde med Morten Kærså.
1. "Alene Nu" - 3:51
2. "Tågedis Og Regn" - 3:44
3. "Raybans" - 4:26
4. "Cindy" - 4:21
5. "Byen Skifter Lys" - 2:51
6. "Ticket To Peace" - 4:23
7. "Halley's Komet" - 4:06
8. "Kolde Kys" - 4:29
9. "Vuggesang" - 3:49
10. "Sarai" - 3:40

| Musik | Spire Denne musikartikel er en spire som bør udbygges. Du er velkommen til at hjælpe Wikipedia ved at udvide den. |